# Stachytarpheta urticifolia
Stachytarpheta urticifolia är en verbenaväxtart som först beskrevs av Richard Anthony Salisbury, och fick sitt nu gällande namn av John Sims. Stachytarpheta urticifolia ingår i släktet Stachytarpheta och familjen verbenaväxter. Inga underarter finns listade i Catalogue of Life.